# Unionsexpressen
Unionsexpressen var en tågförbindelse mellan Stockholm och Oslo. Provdrift startade 11 april 2008, och ordinarie trafik pågick mellan den 15 juni och 7 oktober 2008.
Unionsexpressen kördes av Ofotbanen AS. Biljetter såldes bara för resor över riksgränsen. SJ hade monopol på företagsekonomiskt lönsamma tåglinjer, och till exempel Karlstad-Stockholm var en sådan, där bara SJ körde. På internationella tåglinjer fanns inga restriktioner (förutom tillstånd mm) och inga subventioner.
Trafiken inställdes tills vidare från och med den 7 oktober 2008, då Ofotbanen AS blivit av med tillståndet att köra tåg i Norge, på grund av obetalda avgifter. Tågen bestod av Rc-lok, två förstaklassvagnar A2, en andraklassvagn B1 samt restaurangvagn S2.
Restid mellan Oslo och Stockholm var cirka 5:25. 

## Källhänvisningar
1. ↑  ”Två huvudstäder och en Unionsexpress (långt inlägg, bilder)”. Postvagnen. 20 juli 2008. Arkiverad från originalet den 7 september 2012. http://archive.today/2012.09.07-152542/http://www.postvagnen.com/forum/index.php?mode=thread&id=39957%23p39957.